# Санисајд (Вашингтон)
Санисајд (енгл. Sunnyside) град је у америчкој савезној држави Вашингтон у округу Јакима. По попису становништва из 2010. у њему је живело 15.858 становника. Број становника био је 16.375 на попису становништва 2020. године,[3] што га чини другим најмногољуднијим градом у округу Јакима. 

## Историја
До раног дијела 19. вијека, дио долине ријеке Јакима гдје се сада налази Санисајд био је насељен "Taptat-ħlama" (или "Људи на брзацима"). Ови људи си ловили и пецали дуж ријеке Јакима од ушћа Сатус Крика (садржане у данашњем Сатус одмах југозападно од Санисајда) до садашњости Киона, са кључним рибарством у близини данашњег Просера.
Неколико племена у региону су премјештени у Индијански резерват Јакама након потписивање споразума са савезном владом 1855. године. Међутим, рат Јакима задржао се до 1858. године, а шеф Камиакин се борио све до битке код Четири језера 1858. године. 
Модерно насеље Санисајд основао је Валтер Грејнер 1893. године. Име је сковао трговац по имену В. Х. Кајн. Грејнџер је био укључен у финансирање и изградњу Санисајдовог канала који би омогућио да се воде из ријеке Јакима користе за наводњавање подручја. Међутим, због панике 1893. године, Грејнџерови повјериоци су искључени на каналу, а становништво града се смањило на седам породица. До краја 1901. године, становништво се удвостручило, коначно премашивши број од 300 људи. Мјесто је садржавало "1 банку, 11 продавница, 3 хотела, 1 новине [[[Sunnyside Sun]], који и даље објављује 2020. године], 2 ковачке радње, 2 ливрејске штале, 3 цркве и велику и растућу школу".
Дана 16. септембра 1902. године, становници су гласали 42-1 да се укључе као град Санисајд. У то вријеме, град је имао 314 становника, нешто више од државног минимума за референдум о оснивању. Први градоначелник Санисајда био је градски апотекар Џејмс Хендерсон.
Пораст становништва Санисајда у овом тренутку је стимулисан имиграцијом Данкарда из Јужне Дакоте који су се преселили у град. Становништво Данкарда је био такве значајне величине да, 1902. године, је примкећено да су "изградили пространу богомоља у Санисајду" који је био највећа црква у округу Јакима у то вријеме.
Данкарди, чланови религијске групе њемачке баптистичке прогресивне браће, преселили су се у Санисајд како би формирали оно што су назвали Хришћанска кооперативна колонија. Они су купили цијелу локацију града и били су програмери своје прве банке и телефонског система. Они су спроводили клаузуле које забрањују алкохол, плес и коцкање као услов на свакој парцели продате земље. Због тога, старе мапе Вашингтона идентификују град са крстом или симболом ореоле.
Тридесетих година прошлог вијека, избјеглице из подручја захваћеним пјешчаним олујама такође су се преселиле у Санисајд.
Под вођством градоначелника Вилијама Брајта "Билија" Облака (1870–1959.), Санисајд је покренуо пројекат поплочавања својих земљаних улица 5. јуна 1917. године. Овај пројекат је био неопходан јер су године наводњавања подигле ниво воде до те мјере да су улице постале неподношљиво блатњаве. Трошкови цијелог пројекта били су 62,629.45 долара.
Године 1948., Санисајд је постао први град у држави који је усвојио систем власти савјет-менаџер. Систем предвиђа изабрано градско веће које је одговорно за креирање политике и професионални градски менаџер, именован од стране савјета, који је одговоран за администрацију. Градски менаџер пружа савјете о политици, усмјерава свакодневне операције градске управе, бави се кадровским функцијама (укључујући овлашћење за именовање и отпуштање запослених) и одговоран је за припрему градског буџета. Према статуту савјета-менаџера, градском вијећу је забрањено да се мијеша у администрацију менаџера. Градски менаџер је, међутим, директно одговоран и може бити уклоњен већином гласова савјета у било ком тренутку.
Суннисиде је проглашен Ол Америка сити 1979. године.

## Географија
Према Бироу за попис становништва Сједињеним Америчким Државама, град има укупну површину од 6,63 квадратних миља (17,17 km2), све то земљиште.
Санисајд лежи око 180 миља далеко од Сијетла на западу, Спокена на истоку и Портланда на југозападу.

### Клима
Санисајд има хладну пустињску климу (BWk) према систему Кепенове класификације климе.
| Клима Санисајд (Вашингтон) (1991–2020 нормално, екстремно 1894–2014) | Клима Санисајд (Вашингтон) (1991–2020 нормално, екстремно 1894–2014) | Клима Санисајд (Вашингтон) (1991–2020 нормално, екстремно 1894–2014) | Клима Санисајд (Вашингтон) (1991–2020 нормално, екстремно 1894–2014) | Клима Санисајд (Вашингтон) (1991–2020 нормално, екстремно 1894–2014) | Клима Санисајд (Вашингтон) (1991–2020 нормално, екстремно 1894–2014) | Клима Санисајд (Вашингтон) (1991–2020 нормално, екстремно 1894–2014) | Клима Санисајд (Вашингтон) (1991–2020 нормално, екстремно 1894–2014) | Клима Санисајд (Вашингтон) (1991–2020 нормално, екстремно 1894–2014) | Клима Санисајд (Вашингтон) (1991–2020 нормално, екстремно 1894–2014) | Клима Санисајд (Вашингтон) (1991–2020 нормално, екстремно 1894–2014) | Клима Санисајд (Вашингтон) (1991–2020 нормално, екстремно 1894–2014) | Клима Санисајд (Вашингтон) (1991–2020 нормално, екстремно 1894–2014) | Клима Санисајд (Вашингтон) (1991–2020 нормално, екстремно 1894–2014) |
| Показатељ \ Месец                                                    | .Јан.                                                                | .Феб.                                                                | .Мар.                                                                | .Апр.                                                                | .Мај.                                                                | .Јун.                                                                | .Јул.                                                                | .Авг.                                                                | .Сеп.                                                                | .Окт.                                                                | .Нов.                                                                | .Дец.                                                                | .Год.                                                                |
| -------------------------------------------------------------------- | -------------------------------------------------------------------- | -------------------------------------------------------------------- | -------------------------------------------------------------------- | -------------------------------------------------------------------- | -------------------------------------------------------------------- | -------------------------------------------------------------------- | -------------------------------------------------------------------- | -------------------------------------------------------------------- | -------------------------------------------------------------------- | -------------------------------------------------------------------- | -------------------------------------------------------------------- | -------------------------------------------------------------------- | -------------------------------------------------------------------- |
| Апсолутни максимум, °C (°F)                                          | 21 (70)                                                              | 22 (72)                                                              | 28 (82)                                                              | 36 (96)                                                              | 40 (104)                                                             | 42 (107)                                                             | 44 (112)                                                             | 42 (108)                                                             | 39 (103)                                                             | 32 (89)                                                              | 25 (77)                                                              | 21 (69)                                                              | 44 (112)                                                             |
| Средњи максимум, °C (°F)                                             | 14,8 (58,6)                                                          | 16,6 (61,9)                                                          | 21,8 (71,3)                                                          | 27,6 (81,6)                                                          | 32,6 (90,7)                                                          | 36,1 (96,9)                                                          | 39,3 (102,7)                                                         | 38,4 (101,2)                                                         | 33,9 (93,0)                                                          | 27,4 (81,3)                                                          | 19,3 (66,7)                                                          | 14,3 (57,8)                                                          | 39,8 (103,6)                                                         |
| Максимум, °C (°F)                                                    | 3,1 (37,6)                                                           | 7,4 (45,4)                                                           | 13 (55,4)                                                            | 17,4 (63,3)                                                          | 22,7 (72,8)                                                          | 26,2 (79,2)                                                          | 31,2 (88,2)                                                          | 30,3 (86,5)                                                          | 25,4 (77,7)                                                          | 17,6 (63,6)                                                          | 9,1 (48,3)                                                           | 2,8 (37,1)                                                           | 17,2 (62,9)                                                          |
| Просек, °C (°F)                                                      | −0,9 (30,3)                                                          | 1,6 (34,9)                                                           | 5,8 (42,5)                                                           | 9,7 (49,4)                                                           | 14,6 (58,2)                                                          | 17,9 (64,2)                                                          | 21,8 (71,3)                                                          | 20,8 (69,4)                                                          | 16,2 (61,1)                                                          | 9,7 (49,4)                                                           | 3,2 (37,8)                                                           | −1,3 (29,7)                                                          | 9,9 (49,9)                                                           |
| Минимум, °C (°F)                                                     | −5 (23,0)                                                            | −4,3 (24,3)                                                          | −1,3 (29,7)                                                          | 2 (35,6)                                                             | 6,5 (43,7)                                                           | 9,5 (49,1)                                                           | 12,4 (54,4)                                                          | 11,2 (52,2)                                                          | 6,9 (44,5)                                                           | 1,8 (35,2)                                                           | −2,6 (27,4)                                                          | −5,3 (22,4)                                                          | 2,7 (36,8)                                                           |
| Средњи минимум, °C (°F)                                              | −11,3 (11,7)                                                         | −8,8 (16,1)                                                          | −5,2 (22,6)                                                          | −2,3 (27,8)                                                          | 0,9 (33,7)                                                           | 5,3 (41,6)                                                           | 8,6 (47,5)                                                           | 7,5 (45,5)                                                           | 2,9 (37,2)                                                           | −3,7 (25,4)                                                          | −8,1 (17,4)                                                          | −11,9 (10,5)                                                         | −14,1 (6,6)                                                          |
| Апсолутни минимум, °C (°F)                                           | −32 (−26)                                                            | −28 (−19)                                                            | −14 (7)                                                              | −9 (15)                                                              | −4 (24)                                                              | 0 (32)                                                               | 4 (39)                                                               | 2 (36)                                                               | −8 (18)                                                              | −11 (12)                                                             | −21 (−5)                                                             | −26 (−15)                                                            | −32 (−26)                                                            |
| Количина падавинаmm (in)                                             | 24,9 (0,98)                                                          | 16,5 (0,65)                                                          | 13,7 (0,54)                                                          | 15,5 (0,61)                                                          | 19 (0,75)                                                            | 15 (0,59)                                                            | 3,6 (0,14)                                                           | 6,6 (0,26)                                                           | 9,1 (0,36)                                                           | 18,8 (0,74)                                                          | 21,6 (0,85)                                                          | 30 (1,18)                                                            | 194,3 (7,65)                                                         |
| Количина снега, cm (in)                                              | 4,1 (1,6)                                                            | 1,8 (0,7)                                                            | —                                                                    | 0 (0,0)                                                              | 0 (0,0)                                                              | 0 (0,0)                                                              | 0 (0,0)                                                              | 0 (0,0)                                                              | 0 (0,0)                                                              | 0 (0,0)                                                              | 2 (0,8)                                                              | 14,5 (5,7)                                                           | 22,4 (8,8)                                                           |
| Дани са падавинама (≥ 0.01 in)                                       | 8,6                                                                  | 6,2                                                                  | 5,6                                                                  | 5,9                                                                  | 6,1                                                                  | 4,3                                                                  | 2,0                                                                  | 2,3                                                                  | 2,8                                                                  | 5,8                                                                  | 7,8                                                                  | 8,6                                                                  | 66,0                                                                 |
| Дани са снегом (≥ 0.1 in)                                            | 1,9                                                                  | 0,8                                                                  | 0,1                                                                  | 0,0                                                                  | 0,0                                                                  | 0,0                                                                  | 0,0                                                                  | 0,0                                                                  | 0,0                                                                  | 0,0                                                                  | 0,8                                                                  | 3,1                                                                  | 6,7                                                                  |
| Извор #1: NOAA (snow 1981–2010)                                      |                                                                      |                                                                      |                                                                      |                                                                      |                                                                      |                                                                      |                                                                      |                                                                      |                                                                      |                                                                      |                                                                      |                                                                      |                                                                      |
| Извор #2: Western Regional Climate Center                            |                                                                      |                                                                      |                                                                      |                                                                      |                                                                      |                                                                      |                                                                      |                                                                      |                                                                      |                                                                      |                                                                      |                                                                      |                                                                      |

## Демографија
Према попису становништва из 2010. у граду је живело 15.858 становника, што је 1.953 (14,0%) становника више него 2000. године.
| Група             | 2000.          | 2010.          |
| Белци             | 3.454 (24,8%)  | 2.494 (15,7%)  |
| Афроамериканци    | 55 (0,4%)      | 48 (0,3%)      |
| Азијати           | 96 (0,7%)      | 113 (0,7%)     |
| Хиспаноамериканци | 10.158 (73,1%) | 13.043 (82,2%) |
| Укупно            | 13.905         | 15.858         |